# Ушаков, Василий Михайлович
Ушаков Василий Михайлович (7 января 1928, Нижний Тагил — 25 ноября 1999, Нижний Тагил) — советский, российский скульптор-монументалист, станковист, член Союза художников СССР. Педагог, «Отличник народного просвещения».

## Биография
Родился 7 января 1928 года в Нижнем Тагиле. С началом Великой Отечественной войны в 13 лет стал работать молотобойцем заводе. Тогда же увлекся музыкой и начал играть на духовых инструментах. 1942—1943 занимался в студии эвакуированного из блокадного Ленинграда художника Феликса Самойловича Лемберского.
В 1944 году поступил в Горно-металлургический колледж, вошел в состав духового оркестра.
В 1945—1950 гг учился в Уральском художественно-промышленное училище (УХПУ). Среди его учителей были М. П. Крамской и О. Э. Бернгард. В 1950 году поступил в Московский институт декоративного и прикладного искусства в мастерскую скульптора Л. М. Писаревского. После расформирования института в 1952 году Ушаков переезжает в Ленинград продолжать учёбу в Ленинградском высшем художественно-промышленном училище (ЛВХПУ).
В 1956 году В. Ушаков возвращается в Нижний Тагил для работы преподавателем в Уральском училище прикладного искусства. В том же году получает заказ на исполнение монументального памятника Героям гражданской войны. Член Союза художников России (современное название) с 1957 года.
В 1959 году переходит на преподавательскую деятельность на вновь образованный художественно-графический факультет Нижнетагильского педагогического института. В 1963 году становится деканом художественно-графический факультет и руководит им до 1971 года. Затем переходит на работу директором Уральского училища прикладного искусства. 
В 1967 году В. Ушаков создает памятник композитору П. И. Чайковскому, установленному возле дома в городе Алапаевске, в котором прошли детские годы композитора. Памятник стал третьим монументом, воздвигнутым в честь великого музыканта в стране — первые два были созданы скульптором В. И. Мухиной в 1929 и 1959 годах.
К 40-летию празднования Победы в Великой Отечественной войне выполняет последнее крупномасштабное монументальное произведение — скульптуру «Мать-Родина» более пяти метров высотой, установленную на кладбище Рогожино, Нижний Тагил, на месте братского захоронения солдат, умерших в тагильских госпиталях. В том же 1985 году принимает участие в создании рельефов для стелы на Аллее Славы в Нижнем Тагиле (рельеф «Бой», 1985).
Последними произведениями монументального искусства В. М. Ушакова стали мемориальные доски с рельефами, посвященными памяти 1-го секретаря Нижнетагильского горкома ВКП(б) Шалвы Окуджавы: на доме, где он жил (по улице Карла Маркса 20-а / 24-а), и на Аллее Славы (обе 1989 год, Нижний Тагил). 
Участник многих выставок в Нижнем Тагиле, Свердловске, всероссийских и всесоюзных. Персональная выставка: НТМИИ (1998).
Скончался 25 ноября 1999 года. Похоронен по его просьбе возле скульптуры «Мать-Родина» на кладбище Рогожино, Нижний Тагил.

## Награды
- Медаль «За доблестный труд к 100-летию со дня рождения В. И. Ленина» (1970)
- Медаль «Ветеран труда»[1]
- Знак «Отличник народного просвещения», 1998
- Имя Василия Михайловича Ушакова занесено в книгу почета Нижнетагильского педагогического института (2017)[1].

## Семья
- Отец — Ушаков Михаил Терентьевич (1902—1989)
- Мать — Ушакова (Суслова) Мария Петровна (1904—1975)
- Жена — Ушакова (Кулак) Людмила Павловна (1932—2018), скульптор, педагог, Заслуженный работник культуры РФ
  - Сын — Ушаков Александр Васильевич (1954—2020), художник-оформитель, педагог
  - Дочь — Ильина (Ушакова) Елена Васильевна (1962 г.р.), искусствовед, сотрудник Государственной Третьяковской галереи

## Основные произведения

### Монументы
- Памятник Героям Гражданской войны (1957). Нижний Тагил[9][4]
- Памятник горнякам, погибшим в Великой Отечественной войне (1965). Нижний Тагил (в соавторстве с М. П. Крамским, Ю. П. Клещевниковым)[10]
- Памятник композитору П. И. Чайковскому (1967). Алапаевск[5]
- Памятник рабкору Г.Быкову (1976). Нижний Тагил[11]
- Памятник строителям Треста № 88, погибшим в годы Великой Отечественной войны (1980). Нижний Тагил[12]
- Монумент «Мать-Родина» (1985) на месте братского захоронения солдат, умерших в госпиталях Нижнего Тагила во время Великой Отечественной войны. Мемориал. Кладбище «Центральное», Нижний Тагил[7][8]

### Станковая скульптура
- Портрет студентки (1959). Нижнетагильский музей изобразительных искусств[13]
- Сашка (1959). Нижнетагильский музей изобразительных искусств[14]
- Портрет композитора Марка Павермана. Ирбитский государственный музей изобразительных искусств[15]
- Ню (1986). Нижнетагильский музей изобразительных искусств[16]